# Vadim Vacarciuc
Vadim Vacarciuc (n. 1 octombrie 1972, Răuțel, raionul Fălești, RSS Moldovenească, URSS) este un fost halterofil, în prezent politician, din Republica Moldova. Vadim Vacarciuc a participat de 4 ori consecutiv la Jocurile Olimpice. Iar în 1996 și 2000, sportivul a fost portdrapelul Republicii Moldova la Olimpiadă . Vadim Vacarciuc ocupă funcția de vicepreședinte a organizației teritoriale Partidului Liberal din Bălți .

## Biografie
A absolvit Universitatea de Stat „Alecu Russo” din Bălți. Între 2008 și 2009 a fost vicepreședinte al Federației naționale de Haltere din Republica Moldova .
În 1997, Vacarciuc a devenit Campion Mondial la haltere, însă titlul i-a fost retras pentru dopaj. Astfel, cea mai importantă distincție din cariera sa sportivă este medalia de argint obținută în 2000, la Campionatul European la haltere .
În 1996 și 2000 s-a situat pe locul cinci la Jocurile Olimpice din Atlanta și, respectiv, Sydney .
În 2008 Vadim Vacarciuc făcea parte din lotul olimpic a Moldovei la Jocurile Olimpice din Beijing. Un an mai târziu, în 2009, acesta deja figura pe lista Partidului Liberal la alegerile parlamentare. Atunci Vacarciuc a declarat că va fi un reprezentant al lumii sportive în legislativ. La alegerile din aprilie 2009 și la cele din iulie 2009, Vadim Vacarciuc accede în legislativ, fiind singurul sportiv în Parlamentul Republicii Moldova . La 10 aprilie 2011, în cadrul Consiliului politic al organizației din Bălți, a fost ales să candideze la alegerile locale pentru funcția de primar al municipiului. La alegeri Vadim Vacarciuc a acumulat 7,38% din sufragii, situându-se pe locul III, după Vasile Panciuc și Vladimir Tonciuc. Totuși, fiind nr.1 în lista Partidului Liberal pentru funcția de consilier municipal, halterofilul de performanță a obținut un mandat în consiliu. Însă la 25 august Vadim Vacarciuc a renunțat la mandat „din cauza unor probleme personale, ce țin de familie” .

## Distincții
- Medalia „Meritul civic” - 04.09.1996;
- Medalia „Gloria muncii" - 17.12.1997;
- Cetățean de onoare a mun.Bălți - 30.04.2002 [9].